# 岐阜県内の年中行事

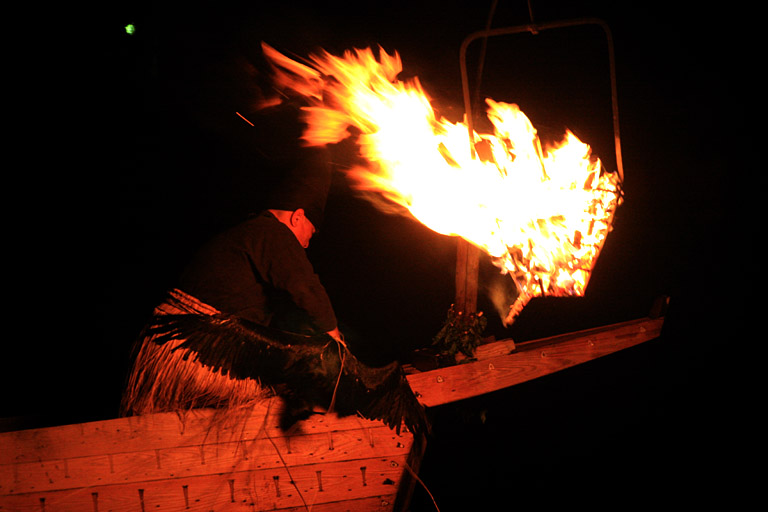
長良川鵜飼

岐阜県の年中行事（ぎふけんのねんちゅうぎょうじ）は、岐阜県内で行われる年中行事をまとめたものである。

## 1月
- 1月第1日曜日：ぎふ新春マラソン（岐阜メモリアルセンター・岐阜市）
- 1月第1日曜日：ぎふ元旦マラソン大会（高橋尚子ロード・岐阜市）
- 1月1日：春駒（白川村）
- 1月5日：五日市（出雲福徳神社・中津川市坂下）
- 1月6日：長滝の延年/花奪い祭（長滝白山神社・郡上市）
- 1月7日：七日福市（市神神社・恵那市大井町）
- 1月8日：八日えびすまつり（庚申堂•恵那市岩村町）
- 1月10日：十日市・十日えびす大祭（西宮神社・中津川市）
- 1月第2日曜日：だるま供養（大龍寺・岐阜市）
- 1月15日：三寺まいり（飛騨市）
- 1月24日：二十四市（高山市）
- 1～2月：岐阜県民スポーツ大会（冬季大会）

## 2月
- 2月上旬：名岐駅伝
- 2月上旬：初金毘羅宵祭（飛騨市）
- 2月中旬：日本一かまくら祭（高山市）
- 2月中旬：飛騨かわい雪まつり（飛騨市）

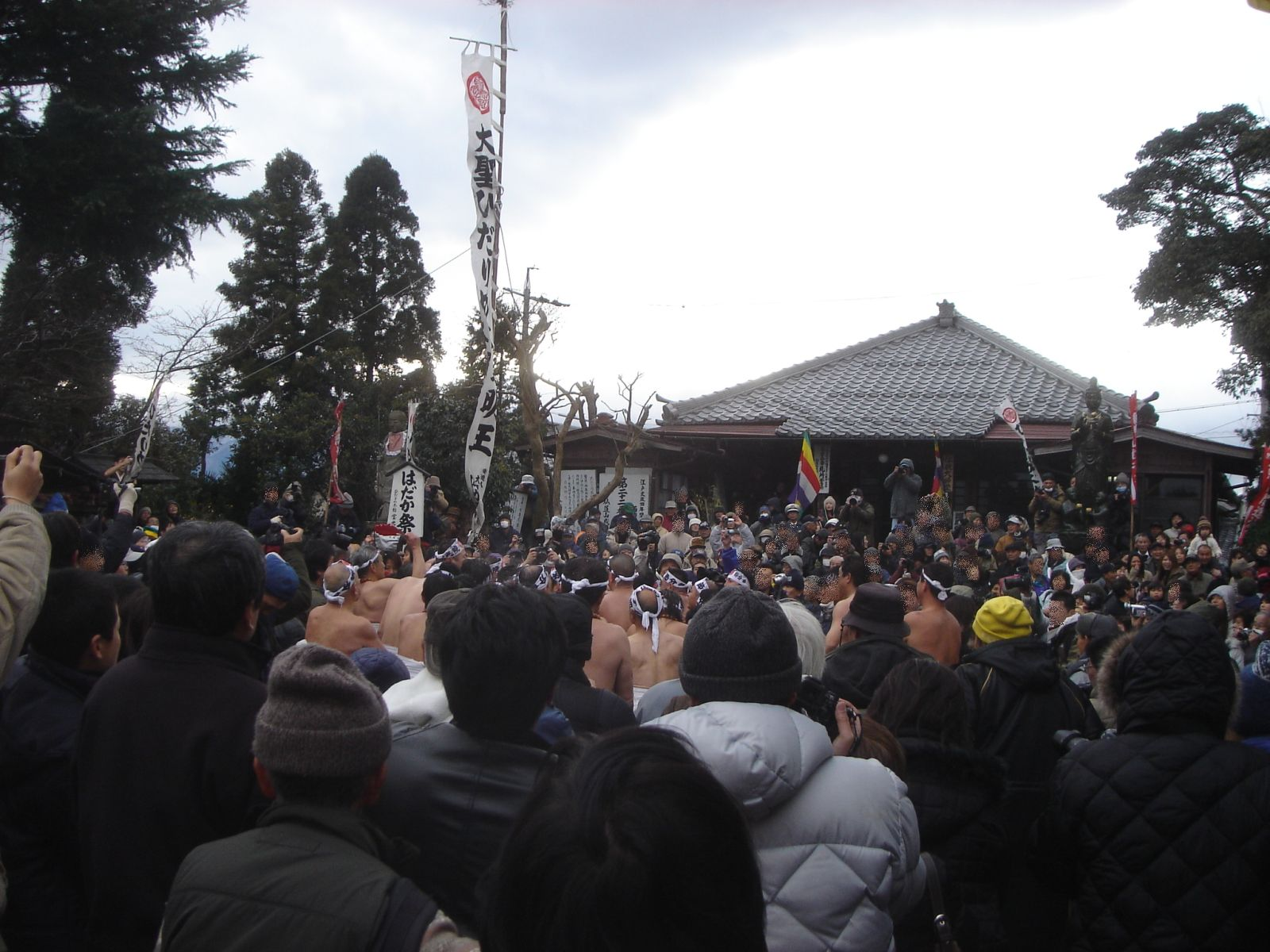
節分会はだか祭

- 2月3日：節分会はだか祭り（宝光院・大垣市）
- 2月3日：星まつり（新長谷寺・関市）
- 2月3日：福おにまつり（鬼岩公園・瑞浪市）
- 2月3日：節分つり込みまつり（玉性院・岐阜市）
- 2月3日：節分手筒煙火奉納祭（伊奈波神社・岐阜市）
- 2月7～14日：下呂の田の神祭（森水無八幡神社・下呂市）
- 2月11日：今尾の左義長（今尾秋葉神社・海津市）
- 2月18日：谷汲踊（華厳寺・揖斐川町）
- 2月18日：初観音（新長谷寺・関市）
- 2月上旬または3月下旬：全日本学生落語選手権・策伝大賞（長良川国際会議場・岐阜市）

## 3月

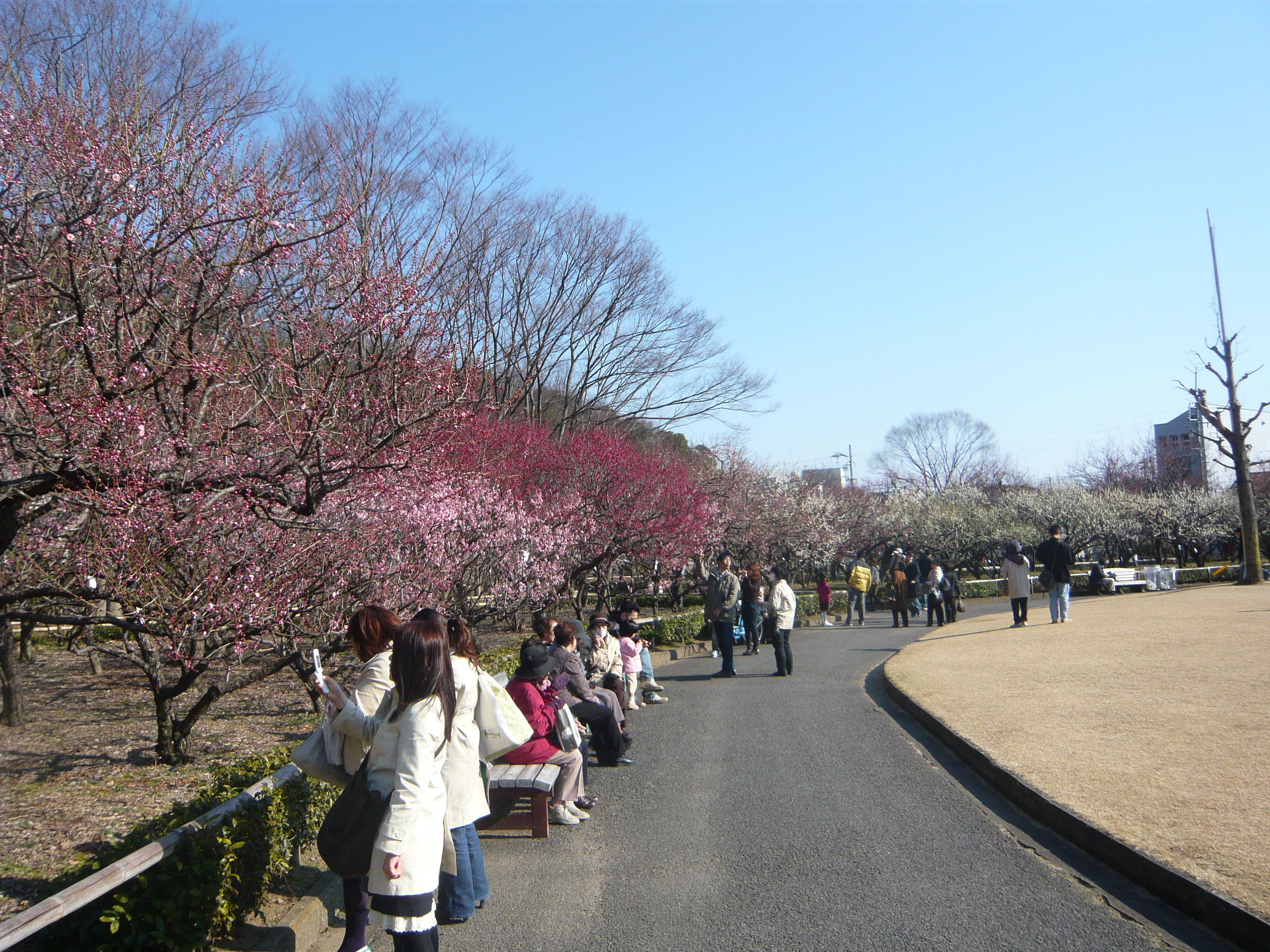
ぎふ梅まつり

- 3月上旬：かかみがはらシティマラソン（岐阜県グリーンスタジアム・各務原市）
- 3月第1土・日曜日：ぎふ梅まつり（梅林公園・岐阜市）
- 3月第1日曜日：美江寺祭り（美江寺・岐阜市）
- 3月第1日曜日：安八園遊会（安八百梅園・安八町）
- 3月第1日曜日：甘酒祭り（千虎白山神社・郡上市八幡町）
- 3月第3日曜日：刃物のまち関シティマラソン（関市）
- 3月第3日曜日：ぎふ鵜飼マラソン・ウォーキング大会（岐阜市）
- 春分の日及びその前日（3月20日前後）：真桑人形浄瑠璃（物部神社・本巣市）
- 3月第4日曜日：ぎふ長良川マラソン（岐阜市）

## 4月
- 4月第1土・日曜日：岐阜まつり（道三まつり、岐阜市）
- 4月第1日曜日：美濃民芸陶器の里まつり（共栄公園、多治見市）
- 4月第2土曜日：手力の火祭・本祭（手力雄神社・岐阜市）
- 4月第2土・日曜日：陶の里蔵出し市（市之倉さかづき美術館周辺・多治見市）
- 4月第2土・日曜日：多治見陶器祭り（本町オリベストリート周辺・多治見市）
- 4月第2土・日曜日：美濃まつり/美濃流しにわか（八幡神社・美濃市）
- 4月第2日曜日：ひんここ祭り（大矢田神社・美濃市）
- 4月1日：桶がわ祭り（下麻生県神社・川辺町）
- 4月3日：飛騨生きびな祭り（飛騨一宮水無神社・高山市）
- 4月13日：能郷の能・狂言（白山神社・本巣市）
- 4月14日：笠松祭り（笠松町）
- 4月14日～15日：高山祭（飛騨山王宮・高山市）
- 4月16日直近の日曜日:杵振り踊り（安弘見神社・中津川市蛭川）
- 4月第3土・日曜日：関祭り/どうじやこう（春日神社他・関市）
- 4月第3土・日曜日：郡上八幡春祭り（岸剱神社他・郡上市八幡町）
- 4月17日：おかめ踊（高山市）
- 4月19日、20日：古川祭（起し太鼓・気多若宮神社・飛騨市）
- 4月中旬の日曜：水無神社春季例大祭（関市富之保）

## 5月
- 5月1日～2日：水無神社例祭（水無神社・高山市）
- 5月2日～3日：竹鼻祭り（八剣神社・羽島市）
- 5月2日～4日：垂井曳山まつり（八重垣神社・垂井町）
- 5月3日～4日：神戸山王まつり（日吉神社・揖斐川町）
- 5月4日：白鳥春まつり（白鳥市街地内・郡上市）
- 5月4日～5日：揖斐祭り（三輪神社・揖斐川町）
- 5月4日～5日：南宮大社例祭（南宮大社・垂井町）
- 5月5日：でででん祭り（長滝白山神社・郡上市）
- 5月第二・日土曜日：大垣祭（大垣市）
- 5月15日：長良川鵜飼開幕
- 5月第三・日土曜日：高田祭（養老町）

## 6月
- 6月10日：時の太鼓（西順寺・北方町）

## 7月
- 7月10日～9月：郡上踊り（郡上市）
- 7月14日：ヤングルドン（山県市）
- 7月16日：おがせ池夏まつり（苧ヶ瀬池・各務原市）
- 7月最終土曜日：岐阜新聞大垣花火大会（揖斐川・大垣市）
- 7月最終土曜日：細久手ちょうちん祭り（端浪市）
- 7月最終日曜日：かわしま燦々夏祭り（各務原市）
- 7月下旬：夜叉ケ池伝説マラニック（揖斐川町）

## 8月

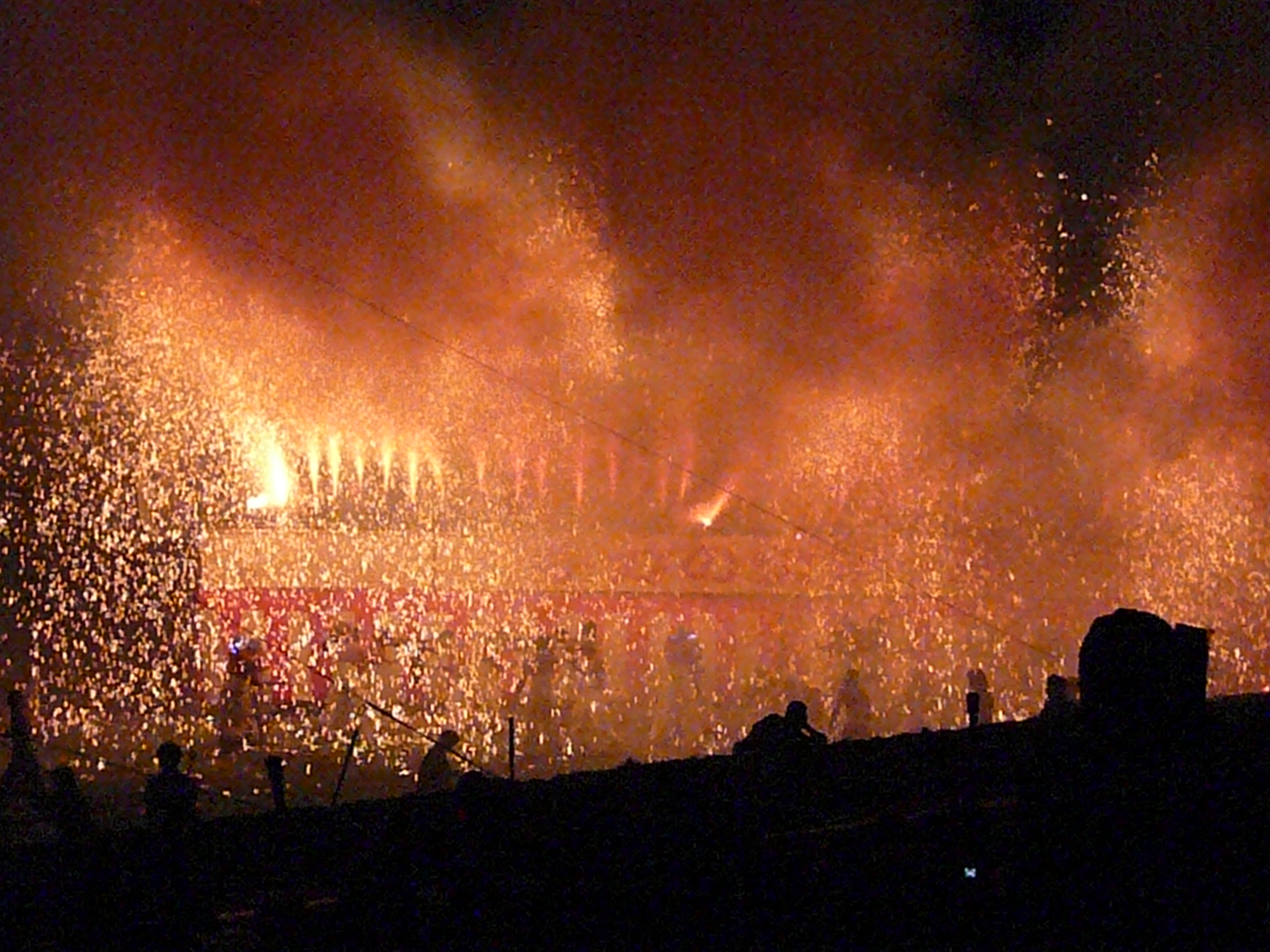
手力の火祭・夏

- 8月1日～15日：馬頭の絵馬市（山桜神社・高山市）
- 8月第2日曜日：手力の火祭・夏（長良川公園・岐阜市）
- 8月：日本一かがり火祭り（日和田高原・高山市）
- 8月1日：馬かけ祭（長屋神社・本巣市）
- 8月1日：汽車まつり（瑞穂市）
- 8月7日：七日祭（明建神社・郡上市大和町栗巣）
- 8月9日：九万九千日供養（新長谷寺・関市）
- 8月11日：ぎふ長良川花火大会（長良川・岐阜市）
- 8月15日：笠松川まつり（笠松町）
- 8月18日～19日：大龍寺灯篭まつり（大龍寺・岐阜市）
- 8月20日：宗祇水神祭（宗祇水・郡上市）

## 9月
- 9月5日：白山神社例祭（数河獅子・飛騨市）
- 9月第2土・日曜日：寒水の掛踊（白山神社・郡上市明宝寒水）
- 9月第2日曜日を中心に開催：岐阜県民スポーツ大会（夏秋季大会）
- 9月第4土曜日：きつね火まつり（飛騨市）

## 10月
- 10月第1土・日曜：ぎふ信長まつり（岐阜市）
- 10月第1土・日曜：岩村秋祭り（八幡神社他、恵那市岩村町）
- 10月第1土・日曜日：陶の里フェスティバル （市之倉さかづき美術館周辺・多治見市）
- 10月3日：ごまんど祭（輪之内町）
- 10月9日-10日：高山祭（桜山八幡宮・高山市）
- 10月体育の日の前の土・日曜日：刃物まつり（関市）
- 10月体育の日の前の土・日曜日：美濃和紙あかりアート展（美濃市）
- 10月第2日・月曜日：たじみ茶碗まつり（多治見美濃焼卸センター・多治見市）
- 10月中旬：諏訪神社祭（小木棒の手）（諏訪神社、多治見市）
- 10月14日-19日：どぶろく祭り：（白川八幡神社、鳩谷八幡神社、飯島八幡神社・白川村）
- 10月16日以降の最初の日曜日（長良川鵜飼終了日10月15日）：鵜供養（鵜塚・岐阜市）
- 10月第4土・日曜：岐阜県農業フェスティバル（岐阜県庁舎前周辺および岐阜アリーナ・岐阜市）

## 11月
- 11月3日：多治見まつり（多治見市役所～多治見駅前・多治見市）
- 11月8日：ふいご祭り（元重まつり・関市）
- 11月8日：刃物供養祭（刃物の日・関市）
- 11月8日：金山祭（ふいご祭り、南宮大社・垂井町）
- 11月第2日曜日：いびがわマラソン（揖斐川沿い・揖斐川町）
- 11月23日：多治見修道院ワインフェスタ（多治見修道院・多治見市）

## 12月
- 12月第2土曜日：池ノ上みそぎ祭（葛懸神社・岐阜市）
- 12月第2日曜日：おおがきマラソン（大垣公園-墨俣一夜城・大垣市、安八町）
- 冬至：こよみのよぶね（長良川・岐阜市）
- 12月31日：付知年忘れ花火大会